# Carmen Montejo
María Teresa Sánchez González, conhecida como Carmen Montejo (Pinar del Río, 26 de maio de 1925 — Cidade do México, 25 de fevereiro de 2013) foi uma atriz, escritora e diretora teatral mexicana.

## Filmografia

### Cinema
| - Las caras de la luna (2002) como Mariana Toscano. - Corazones rotos aka Broken Hearts (2001) como Doña Fide. - Las caras de la luna (2001) - Entre la tarde y la noche (1999) - La casa que arde de noche (1985) - Ni Chana, ni Juana (1984) como Pilar del Río. - Burdel (1982) - El gran triunfo (1981) - Mamá, soy Paquito (1981) como Sra. Falcon - La muerte del Palomo (1981) - En la tormenta (1980) - En la trampa (1979) - The Children of Sánchez (1978) como Guadalupe. - Dinastía de la muerte (1977) as Doña Herminia del Fierro. - Prisión de mujeres (1976) - Coronación (1976) como Abuela. - Renuncia por motivos de salud (1975) - El rey (1975) como Señora del Rivero. - Presagio (1974) - El profeta Mimi (1972) - Los cachorros (1971) - Doña Macabra (1971) - La verdadera vocación de Magdalena (1971) - Los marcados (1970) como Remedios. - Las vírgenes locas (1970) - ¿Por qué nací mujer? (1970) - La muñeca perversa (1969) - Aventuras de Juliancito (1968) - Sor Ye-Ye (1967) - La recta final (1966) - El río de las ánimas (1964) - Los jóvenes (1960) - El Vampiro (1957) como Eloisa - Dos diablillos en apuros (1957) - Cara de ángel (1956) - El túnel seis (1955) | - El plagiario (1955) - Estafa de amor (1954) - La sospechosa (1954) - La infame (1953) como Luisa Barrios de Benet. - Luz en el páramo (1953) - El potro salvaje (1953) - Reportaje (1953) como Enfermera - Cuatro horas antes de morir (1953) - Acuérdate de vivir (1952) - Misericordia (1952) - Sor Alegría (1952) - Entre abogados te veas (1951)como La Víctima - Mujeres sin mañana (1951) como Marta. - Todos son mis hijos (1951) - ¿Qué te ha dado esa mujer? (1951) como Yolanda. - Lodo y armiño (1951) - Anillo de compromiso (1951) como Chavela Valdes. - En la palma de tu mano (1951) como Clara Stein. - Entre abogados te veas (1951) - Monte de piedad (1950) - Al caer la tarde (1949) - Secreto entre mujeres (1949) - Bamba (1948) as Tirsa - Cita con la muerte (1948) - Nosotros los pobres (1948) como Yolanda, la Tísica. - A media luz (1946) - Crimen en la alcoba (1946) - Yo fui una usurpadora (1945) - La señora de enfrente (1945) como Gilberta Madrigales. - Entre hermanos (1945) - Caminito alegre (1944) - Camino de los gatos (1943) - Ave sin nido (1943) - No matarás (1943) - Resurrección (1943) |

### Televisão
| - En nombre del amor (2008-2009) como Madeleine Martelli. - Amor sin maquillaje (2007) como Verónica vda. de Velázquez - Aventuras en el tiempo (2001) como Margarita Rosales de Flores. - ¡Amigos x siempre! (2000) como Julia Ruvalcaba vda. de Vidal - Serafín (1999) como Voz de Gigi - Te sigo amando (1996-1997) como Paula Garza vda. de Torres Quintero. - Mágica juventud (1992-1993) como Leonor/Pepita. - Cuna de lobos (1986-1987) como Esperanza Mandujano. - El engaño (1986) como Selene. - Juana Iris (1985) como María Luisa. - El maleficio (1983) como Doña Emilia. - Juventud (1980) como Cuca. - Pecado de amor (1978) como Cristina Otero. - Mundos opuestos (1976) como Antonia. - Paloma (1975) como Gloria. - La tierra (1973) como Cordelia. - La cruz de Marisa Cruces (1970) como Clarita. - El diario de una señorita decente (1969) como Elena. | - El retrato de Dorian Gray (1969) como Lady Wooton. - Dicha robada (1967) como Teresa. - El juicio de nuestros hijos (1967) - Los medio hogares (1966) como Magda. - Nuestro barrio (1965) - Las abuelas (1965) - Secreto de confesión (1965) - Apasionada (1964) como Graciela. - Destino (1963) - Doña Macabra (1963) - Mamá (1962) para Panamericana TV Canal 5 (Perú) - Las momias de Guanajuato (1962) - Estafa de amor (1961) - La insaciable (1961) - La casa del odio (1960) - El rapto (1960) |

## Prêmios e indicações

### Ariel
| Ano  | Categoria           | Filme              | Resultado |
| ---- | ------------------- | ------------------ | --------- |
| 1950 | Atriz               | Al caer la tarde   | Indicado  |
| 1952 | Co-atuação feminina | Mujeres sin mañana | Venceu    |
| 1953 | Co-atuação feminina | Sor Alegría        | Indicado  |
| 1955 | Co-atuação feminina | La infame          | Indicado  |
| 2005 | Ariel de Ouro       | —                  | Venceu    |

### Diosa de Plata
| Ano  | Categoria           | Filme           | Resultado |
| ---- | ------------------- | --------------- | --------- |
| 1974 | Co-atuação feminina | El profeta Mimi | Venceu    |

### TVyNovelas
| Ano  | Categoria                    | Telenovela         | Resultado |
| ---- | ---------------------------- | ------------------ | --------- |
| 2001 | Melhor atriz principal       | ¡Amigos x siempre! | Indicado  |
| 1998 | Melhor atriz principal       | Te sigo amando     | Indicado  |
| 1987 | Melhor atriz co-protagonista | Cuna de lobos      | Venceu    |